# Smirnoff
Smirnoff (ursprünglich Smirnow) war eine 1886 in Moskau gegründete Wodka-Brennerei und ist heute eine Marke des britischen Spirituosenherstellers Diageo.

## Geschichte

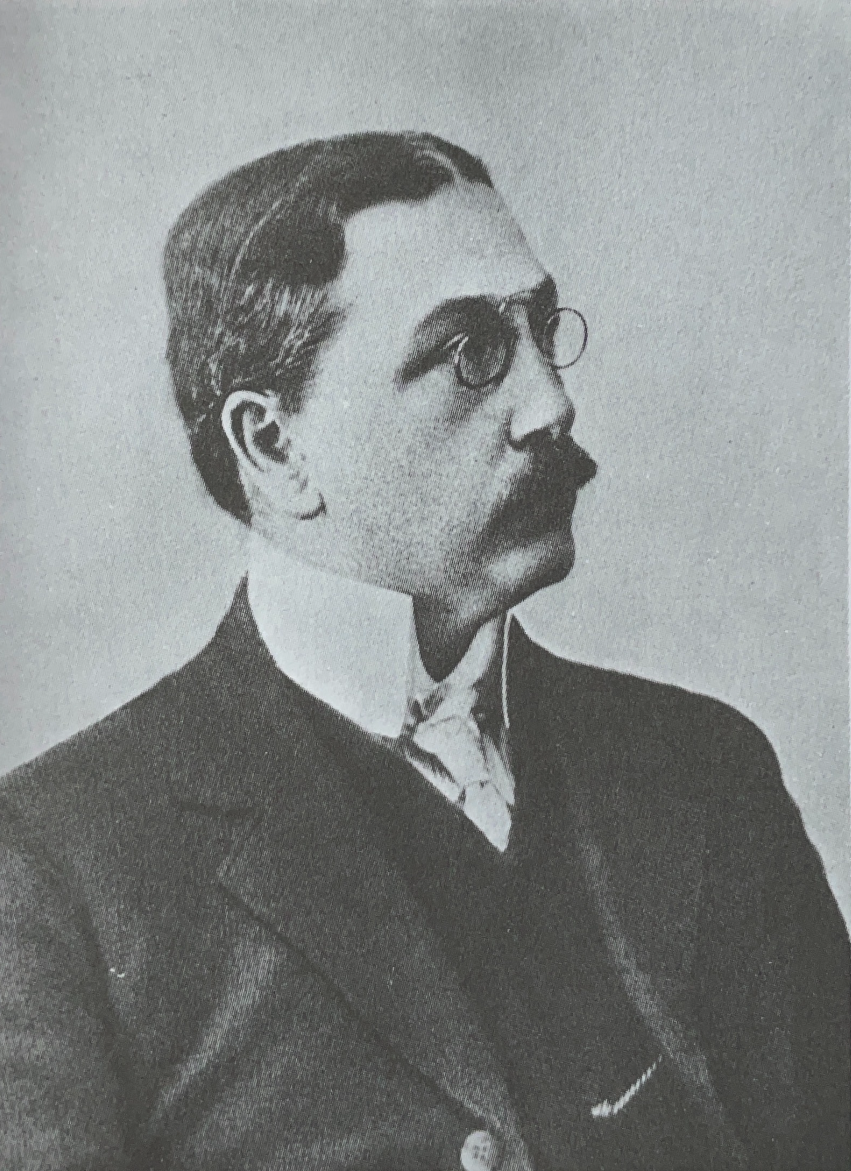
Pjotr Arsenjewitsch Smirnow (vor 1898)

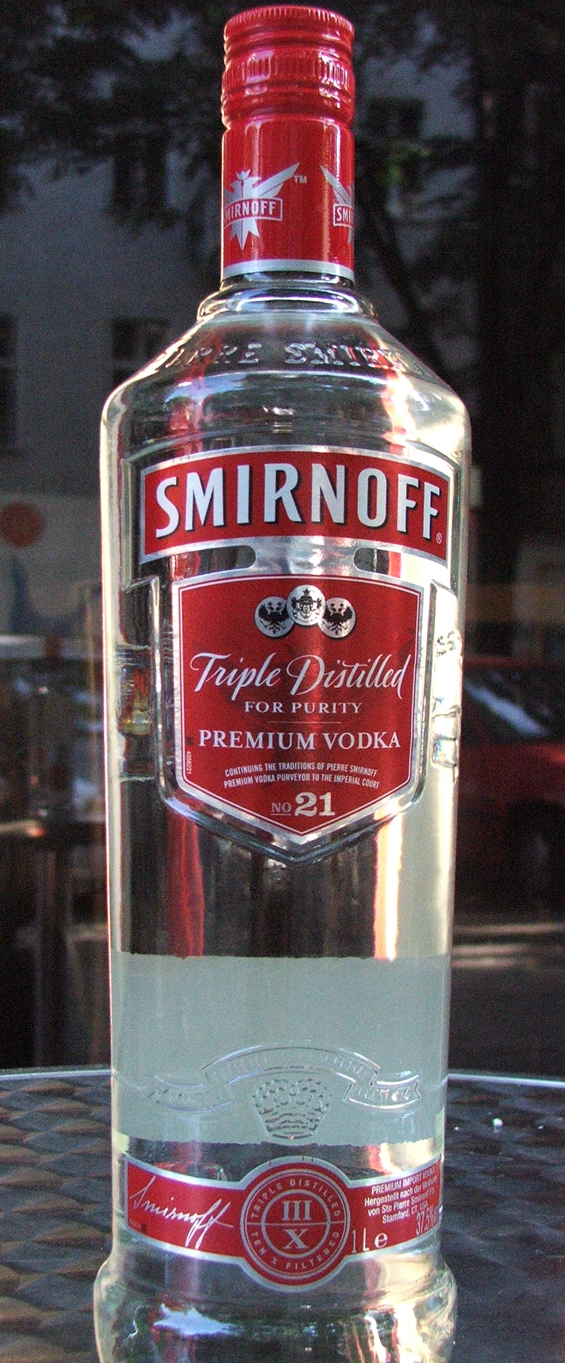
Smirnoff Wodka

Die Wodka-Brennerei Smirnoff wurde 1886 von Pjotr Arsenjewitsch Smirnow in Moskau gegründet und war die erste Brennerei weltweit, die Holzkohle zum Filtern benutzte.
Wladimir Smirnow übernahm 1910 die Firma nach dem Tod seines Vaters Pjotr Smirnow. Während der Oktoberrevolution wurde die Brennerei konfisziert und die Familie musste nach Istanbul fliehen, wo Wladimir Smirnow eine neue Brennerei aufbaute. Vier Jahre später zog die Familie nach Lemberg; 1925 wurde eine zweite Brennerei in Paris eröffnet, die lateinische Schreibweise des Namens wurde nach der in Frankreich üblichen Transkription zu Smirnoff geändert. Ende der 1930er Jahre wurde der Wodka in die meisten europäischen Länder exportiert.
1934 verkaufte Wladimir Smirnow die Firma an Rudolph Kunett, der den Firmensitz in die USA verlagerte. Zu diesem Zeitpunkt war Wodka in den USA noch wenig bekannt, der Markt wurde von Whiskeys dominiert. 1941 schuf Heublein-Manager John Martin zusammen mit dem Wirt Jack Morgan vom Cock'n Bull Pub in Hollywood den Cocktail Moscow Mule aus Ingwerlimonade (ginger beer) und Smirnoff. Zur Vermarktung wurden an die Bars Kupferbecher mit Smirnoff-Logo verteilt, später wurde die Ingwerlimonade durch 7 Up ersetzt. Nach dem Krieg wurde Smirnoff zunächst auf dem US-amerikanischen Markt mit großem Aufwand beworben, und Wodka so zu einer weltweit beliebten Spirituose. Bereits im ersten 007-Film Dr. No (1962) konsumiert James Bond mehrfach Smirnoff, als Wodkatini oder on the rocks.
Mittlerweile gehört Smirnoff zu Diageo (einen Minderheitsanteil hält Alfa Group). 2012 wurden weltweit 26,3 Millionen 9-Liter-Einheiten abgesetzt, was die Wodka-Marke zur meistverkauften Premium-Spirituosenmarke der westlichen Welt machte.
In der Formel-1-Saison 2014 sponserte Smirnoff das Force-India-Team.

## Varianten
Neben reinem Wodka vertreibt Diageo auch das wodkahaltige Alcopop-Getränk Smirnoff Ice mit Zitrone. Daneben gibt es weitere Smirnoff-Produkte, wie aromatisierten Wodkasorten mit Vanille, Himbeere, Orange, Heidelbeere, grünem Apfel und Zitrone sowie „Smirnoff Mule“ (Ingwerlimonade und Limette) und Kirsche.
Reiner Wodka wird unter verschiedenen Marken, z. B. dreifach destilliert als Smirnoff Red Label, angeboten. Die teuerste Marke ist Smirnoff Penka, die aus dem ‚Mittelschnitt‘ besteht, einen Alkoholgehalt von 40 Vol.-% aufweist und in 0,7-l-Flaschen verkauft wird.
Zudem gibt es noch den Wodka Smirnoff Blue Label, der dreifach destilliert und zehnfach durch Holzkohle filtriert wurde und mit 50 Vol.-%. der alkoholhaltigste Wodka der Firma ist. Smirnoff Black Label ist eine weitere Variante mit einem Alkoholgehalt von 40 Vol.-%., die durch die Copper Pot Still Destillation gewonnen wird.

## Flaschennummern

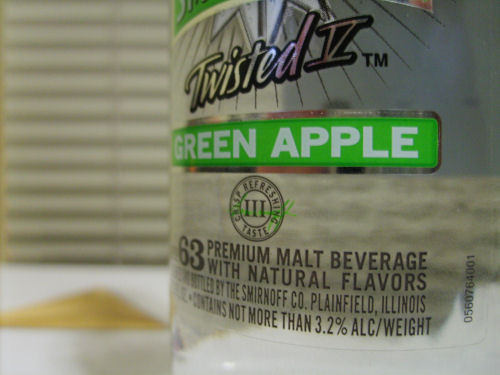
Etikett Smirnoff Twisted V Green Apple

Jeder Smirnoff-Wodka hat eine eigene Identnummer, die auf dem Etikett angegeben ist:
- 21 – Smirnoff North (bzw. Smirnoff Norsk).  Dieser klassische Smirnoff Red Label Vodka ist mit Moltebeere vermischt. In einigen Ländern, z. B. im Vereinigten Königreich, wird es auch unter dem Namen Smirnoff Nordic Berries vertrieben.
- 21 – Smirnoff Classic Mix. Smirnoff No. 21 Vodka gemischt mit Cola.
- 21 – Smirnoff Vodka & Cranberry Juice.  Smirnoff No. 21 Vodka gemischt mit Preiselbeersaft.
- 27 – Smirnoff Silver Label Vodka, 45,2 % Alkoholgehalt
- 55 – Smirnoff Black, 40 % Alkoholgehalt.
- 57 – Smirnoff Blue Label Vodka, 50 % Alkoholgehalt
- 63 – Smirnoff Twisted V Green Apple
- 64 – Smirnoff Ice Pomegranate, 5,5 % Alkoholgehalt
- 66 – Smirnoff Ice Raspberry Burst, 5 % Alkoholgehalt
- 66 – Smirnoff Twisted V Raspberry
- 67 – Smirnoff Twisted V Mandarin Orange
- 68 – Smirnoff Twisted V Black Cherry
- 69 – Smirnoff Twisted V Watermelon
- 70 – Smirnoff Ice Watermelon
- 71 – Smirnoff Ice Triple Filtered, 5,6 % Alkoholgehalt (in einigen Regionen, wie z. B. den Niederlanden, mit 4 % Alkoholgehalt, was sich auch im Geschmack bemerkbar macht)
- 72 – Smirnoff Ice, 5 % Alkoholgehalt. Auch erhältlich als „Spin“ in Südafrika.
- 73 – Smirnoff Black Ice, 7 % Alkoholgehalt. Auch erhältlich als „Storm“ in Südafrika.
- 74 – Smirnoff Ice Triple Black
- 75 – Smirnoff Ice Double Black. Erhältlich in Australien und Neuseeland.
- 76 – Smirnoff Ice. Erhältlich in Kanada mit 7 % Alkoholgehalt.
- 83 – Smirnoff Ice Wild Grape, 5 % Alkoholgehalt
- 84 – Smirnoff Twist Arctic Berry
- 85 – Smirnoff Twisted Raspberry. Erhältlich in Kanada.
- 97 – Smirnoff Ice Triple Filtered. Erhältlich in Deutschland mit 3 % Alkoholgehalt.
- 98 – Smirnoff Dry Ice, 5 % Alkoholgehalt. Erhältlich in Frankreich.
- 103 – Smirnoff Twisted V Arctic Berry
- 110 – Smirnoff Ice Double Black & Cola
- 111 – Smirnoff Ice Double Black. Erhältlich in Australien.